# Matmissbruk

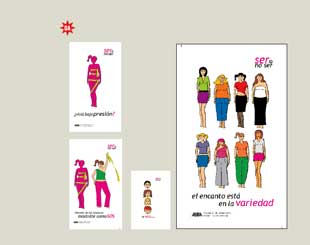

Matmissbruk eller tvångsmässigt ätande är ett beteende, vilket ibland anses vara en beroendesjukdom som, liksom andra beroendesjukdomar ger en överdriven och tvångsframkallande reaktion på hjärnans belöningssystem.
En person som missbrukar mat äter ofta mat okontrollerat, vilket ibland kan ta formen av hetsätning, och under dessa perioder kan de uppleva sig som utom kontroll och desperata. Det är vanligt att man fortsätter att äta långt efter att man blivit mätt. Detta följs av känslor av skuld och ånger. Matmissbrukare, eller tvångsmässiga överätare, karaktäriseras av att de äter när de inte är hungriga. De skiljer sig vanligen från bulimiker genom att de inte kompenserar sitt ätbeteende genom att kräkas. Beteendet leder oftast till viktökning.

## Tecken på matmissbruk
- Hetsätning, eller att man äter okontrollerat även när man inte är hungrig
- Äta mycket snabbare än normalt
- Äta ensam på grund av skamkänsla och förlägenhet
- Känslor av skuld på grund av överätande
- Upptagenhet av kroppsvikt
- Depression eller humörsvängningar
- Medvetenhet om att ätbeteendet är onormalt
- Tidigare viktsvängningar
- Undandragande från aktiviteter på grund av förlägenhet över vikten
- Många misslyckade dieter bakom sig
- Äta lite offentligt, men ändå ha en hög kroppsvikt

## Tillfrisknande
Matmissbruk går ofta under namnet ätstörning UNS inom sjukvården, 'ätstörning utan närmare specifikation'. En del fall räknas också in inom hetsätning och bulimi. Särskilda fetmaavdelningar behandlar också många från denna kategori. Matmissbruk är behandlingsbart med rådgivning och terapi.[källa behövs]
Det finns flera tolvstegsprogram som vänder sig till matmissbrukare och tvångsmässiga ätare. De som är etablerade i Sverige är Anonyma överätare och Anonyma Matmissbrukare. Anonyma överätare har vuxit fram som en egen gren från Anonyma alkoholister men riktar sig till överätare, underätare, hetsätare, anorektiker och bulimiker.